# Narciso Monturiol (S-82)
El Narciso Monturiol (S-82) es un submarino de la clase S-80 perteneciente a la Armada Española, que se encuentra en construcción en el astillero de Navantia en Cartagena, España. Es el cuarto buque en portar el nombre Narciso Monturiol en la Armada Española. Será puesto a flote después del verano pero sin fecha definida, se esperaba su entrada en servicio en la Armada Española a finales de 2024, pero fue retrasado hasta mediados o finales del 2026

## Diseño
El Narciso Monturiol es el segundo de los cuatro submarinos de propulsión diésel-eléctrica,  perteneciente de la clase S-80 encargados a Navantia por la Armada Española. En su primera parada técnica (año 2031) se le dotará del sistema AIP desarrollado por la empresa Hynergreen Technologies S.A, empresa que forma parte de Abengoa.

## Construcción
Se inició su construcción el 13 de diciembre de 2007 en el astillero de Navantia de Cartagena.
El 13 de enero de 2012, se aprobaron los nombres de los cuatro buques de su clase, publicándose estos en el Boletín Oficial de Defensa (BOD) del 30 de enero de 2012, y correspondiéndole al segundo buque de la clase el nombre de Narciso Monturiol, convirtiéndose en el cuarto submarino de la Armada Española en portar el citado nombre para honrar la memoria del ingeniero y diseñador de submarinos español Narciso Monturiol.
Pedro Argüelles, secretario de estado de defensa, indicó el 31 de julio que tras confirmarse por Electric Boat el diagnóstico de la armada con respecto al problema de sobrepeso surgido durante la construcción del Isaac Peral (S-81), que la solución pasa por alargar el casco, y que dado el estado de avance del S-81, al ser el más complicado de arreglar, pasaría a ser el último en arreglarse y entregarse a partir de 2020, mientras que el S-82, que pasaría a ser el primero en entrar en servicio, y se entregaría a la armada partir de 2017. A finales de 2022 se produjo la primera unión del casco resistente. En marzo de 2025 se hicieron las primeras pruebas en el casco del submarino.

### Buques de la clase
- Isaac Peral (S-81)
- Cosme García (S-83)
- Mateo García de los Reyes (S-84)

### Buques similares
- Clase U-212
- Clase Scorpène
- Clase Lada
- Clase Gotland

### Secuencias de designación
...→ Clase Delfín → Clase Galerna → Clase S-80

### Listas relacionadas
Submarinos de la Armada Española